# Черк
Черк (рум. Cerc) — село у повіті Клуж в Румунії. Входить до складу комуни Валя-Єрій.
Село розташоване на відстані 327 км на північний захід від Бухареста, 29 км на південний захід від Клуж-Напоки.

## Населення
За даними перепису населення 2002 року у селі проживали 143 особи, усі — румуни. Усі жителі села рідною мовою назвали румунську.